# Materialismusstreit
Der Materialismusstreit war eine in der Mitte des 19. Jahrhunderts geführte Kontroverse um die weltanschaulichen Konsequenzen der Naturwissenschaften. Beeinflusst durch die methodologische Erneuerung der Biologie und den Niedergang der idealistischen Philosophie wurde in den 1840er Jahren ein Materialismus formuliert, der den Menschen naturwissenschaftlich zu erklären beanspruchte. Im Zentrum der Kontroversen stand die Frage, ob die Ergebnisse der Naturwissenschaften mit dem Konzept einer immateriellen Seele, eines personalen Gottes und eines freien Willens vereinbar sind. Zudem konzentrierte sich die Debatte auf die erkenntnistheoretischen Voraussetzungen einer materialistischen Weltanschauung.
In den Physiologischen Briefen aus dem Jahre 1846 erklärte der Zoologe Carl Vogt, dass „die Gedanken in demselben Verhältnis etwa zu dem Gehirn stehen, wie die Galle zu der Leber oder der Urin zu den Nieren.“ Vogts polemisches Bekenntnis zum Materialismus griff 1854 der Physiologe Rudolf Wagner in einer Rede vor der Göttinger Naturforscherversammlung kritisch auf. Wagner argumentierte, dass der christliche Glaube und die Naturforschung zwei voneinander weitgehend unabhängige Sphären bildeten. Die Naturwissenschaften könnten daher nichts zu den Fragen nach der Existenz Gottes, der immateriellen Seele oder des freien Willens beitragen.

„Man darf es nicht immer hingehen lassen, wenn dies frivole Gesindel die Nation um die theuersten von unseren Vätern ererbten Güter betrügen will und schamlos aus dem gährenden Inhalte seiner Eingeweide den stinkenden Athem dem Volke entgegenbläst und diesem weiss machen will, es sei eitel Wohlgeruch.“

Wagners Attacken riefen ebenso scharfe Reaktionen Vogts hervor, wobei der materialistische Standpunkt in den folgenden Jahren ebenfalls von dem Physiologen Jakob Moleschott und dem Arzt Ludwig Büchner, einem Bruder des bekannten Schriftstellers Georg Büchner, verteidigt wurde. Die Materialisten präsentierten sich als Vorkämpfer gegen die philosophische, religiöse und politische Reaktion, obwohl sie durchaus unterschiedliche Akzente setzten, und konnten auf eine breite Unterstützung im Bürgertum zählen. Das Versprechen einer naturwissenschaftlichen Weltanschauung entwickelte sich zu einem prägenden Element der kulturellen Konflikte des späten 19. und frühen 20. Jahrhunderts.

## Entwicklung des naturwissenschaftlichen Materialismus

### Emanzipation der Biologie

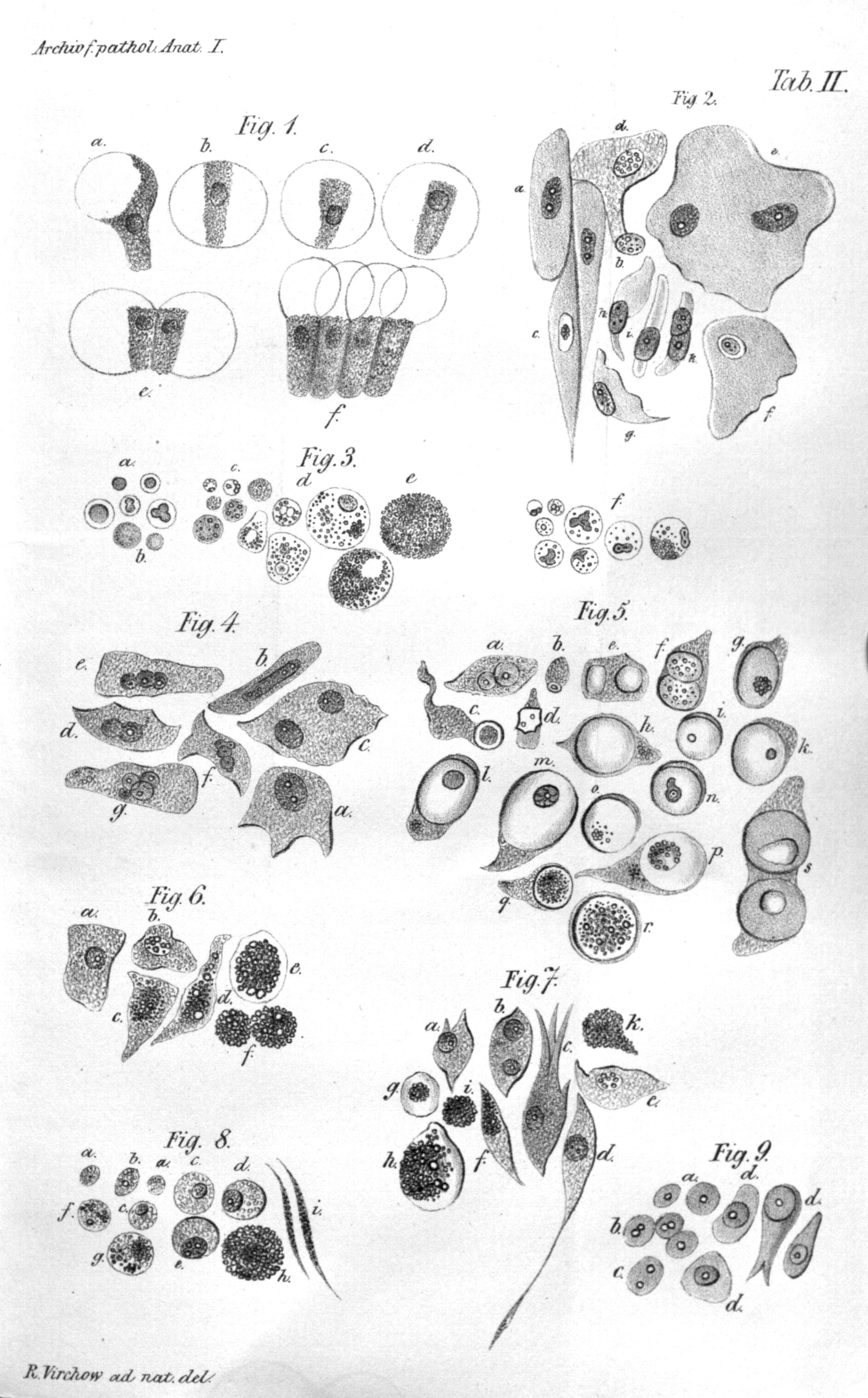
Illustration der Zelltheorie in der ersten Ausgabe von Virchows Archiv für Pathologische Anatomie und Physiologie, 1847

Die Entstehung eines populären Materialismus wurde durch eine „nach 1830 zum Gemeinplatz werdende Polemik gegen die romantisch-idealistische Naturphilosophie“ begünstigt, die sich gleichermaßen auf Naturwissenschaft, Philosophie und Politik auswirkte.
Aus wissenschaftshistorischer Perspektive erwies sich insbesondere die durch Matthias Jacob Schleiden begründete Zelltheorie als folgenreich. In den 1838 erschienenen Beiträgen zur Phytogenesis erklärte Schleiden die Zelle zum Grundbaustein aller Pflanzen und identifizierte zudem den 1831 entdeckten Zellkern als wesentlichen Faktor des Pflanzenwachstums. Die zelluläre Theorie des Aufbaus pflanzlicher Organismen bedeutete eine inhaltliche Neuausrichtung der Botanik, die sich bis dahin wesentlich durch die makroskopische Beschreibung von Formen ausgezeichnet hatte. Zugleich verknüpfte Schleiden seine Theorie über den Aufbau der Pflanzen mit einer methodologischen Attacke auf die idealistische Naturphilosophie. Die Zelltheorie basiere auf der empirisch überprüfbaren Beobachtung, denn „über die Gegenstände der körperlichen Naturwissenschaften beherrscht Einer gerade nur so viel Thatsachen, als er selbst beobachtet hat.“ Die Spekulationen der Naturphilosophen seien demgegenüber nicht in der strengen Beobachtung gegründet und folglich müsse alles „Systeme- und Theorieschmieden bei Seite geworfen“ werden.
Schleidens Programm einer methodisch erneuerten Botanik wurde in den folgenden Jahren auf andere biologische Disziplinen übertragen. Bereits 1839 publizierte Theodor Schwann seine Mikroskopischen Untersuchungen über die Uebereinstimmung in der Struktur und dem Wachsthum der Thiere und Pflanzen. Schwann erklärte, dass die Zelltheorie das allgemeine Prinzip des Lebens aufdecke. Alle Lebewesen seien vollständig aus Zellen aufgebaut, zudem könne die Bildung von Organen durch Wachstum und Vermehrung der Zellen erklärt werden. Rudolf Virchow proklamierte in diesem Zusammenhang: „Leben ist seinem Wesen nach Zellentätigkeit.“ Die Zelltheorie eröffnete somit die Perspektive einer naturwissenschaftlichen Theorie des Lebens, auf der die Materialisten wenige Jahre später aufbauen konnten.

### Abwendung von der idealistischen Philosophie

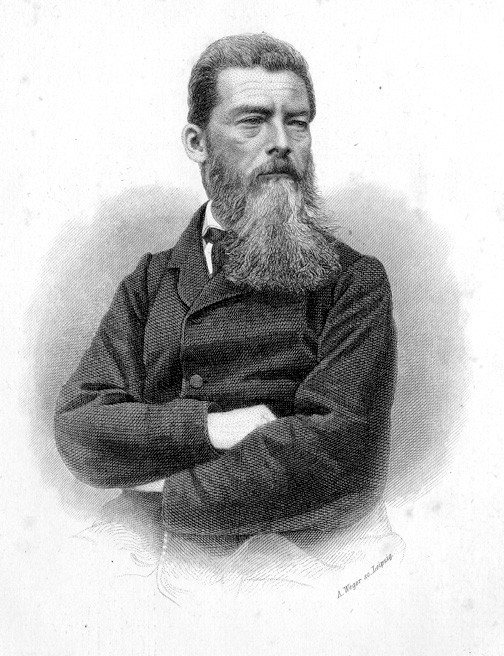
Ludwig Feuerbach, Stich von August Weger

Parallel zur methodologischen Neuausrichtung der biologischen Disziplinen entwickelte sich im intellektuellen Klima des Vormärz eine allgemeine Kritik am konservativen Erbe des deutschen Idealismus. In den Naturwissenschaften selbst blieb die Kritik an der naturphilosophischen Methodologie moderat, viele Biologen blieben entschiedene Antimaterialisten. Demgegenüber entstanden nur wenige Jahre nach Hegels Tod 1831 philosophische Bewegungen, die auch weltanschaulich radikal mit dem deutschen Idealismus brachen.
Von besonderer Bedeutung und gesellschaftlicher Brisanz war die Religionskritik, wie sie Ludwig Feuerbach in der Schrift Das Wesen des Christentums formulierte. Feuerbach hatte ab 1824 bei Hegel in Berlin studiert, über zwei Jahre jede seiner Vorlesungen besucht und bis in die 1830er Jahre traditionell idealistische Texte geschrieben. Dennoch entwickelten sich bei Feuerbach und vielen anderen jungen Hegelschülern Zweifel. Den Junghegelianern war nicht nur der politische Konservatismus des deutschen Idealismus suspekt, zugleich schien ihnen die von empirischen Beobachtungen losgelöste Systemphilosophie zunehmend verfehlt. 1839 war Feuerbach schließlich zu einer Grundsatzkritik an seinem Lehrer bereit. Hegels idealistisches System möge kohärent und schlüssig sein, es habe sich jedoch von der sinnlichen Natur auf unzulässige Weise entfernt. Die Philosophie müsse im sinnlich Gegebenen gründen, nur so könne sie zu einer Erkenntnis von Natur und Wirklichkeit gelangen. „Eitelkeit ist daher alle Spekulation, die über die Natur und den Menschen hinaus will.“ Die Idee einer von der Spekulation emanzipierten Naturbetrachtung wurde von Feuerbach und den neuen biologischen Bewegungen geteilt. Doch Feuerbachs Ziel war eine anthropologische und keine naturwissenschaftliche Theorie des Menschen.
Welchen Zündstoff Feuerbachs Anthropologie enthielt, wurde in seiner Religionsphilosophie deutlich. Die idealistische Philosophie habe den Fehler gemacht, die Wahrheit der theologischen Lehren in abstrakten Argumentationen zu beweisen. In Wirklichkeit sei Religion jedoch keine metaphysische Wahrheit, sondern Ausdruck menschlicher Bedürfnisse. Theologen und Philosophen könnten die Existenz Gottes nicht beweisen, da Gott eine Erfindung sei, die sich aus der „Natur des Menschen“ ergebe. Feuerbachs Argumentation war nicht gegen Religionen im Allgemeinen gewendet, für den religiösen Glauben gebe es durchaus gute Gründe. Diese Gründe seien jedoch psychologischer Art, Religionen befriedigten reale menschliche Bedürfnisse. Philosophisch-theologische Beweise der Existenz Gottes seien demgegenüber spekulative Phantasien. Feuerbachs Religionskritik wurde als radikaler Angriff auf das kulturelle Establishment aufgenommen, Mitte der 1840er Jahre war er zum Zentrum der philosophischen Erneuerungsbewegungen geworden.

### Carl Vogt und die politische Opposition

Carl Vogt

Die ab 1847 publizierten materialistischen Thesen des Physiologen Carl Vogt boten den äußeren Anlass des Materialismusstreits. Vogts Wendung zum Materialismus war wesentlich durch die naturwissenschaftlichen und kulturellen Erneuerungsbewegungen geprägt, eine mindestens genauso große Rolle spielte jedoch seine politische Entwicklung. 1817 in Gießen geboren, wuchs Vogt in einer Familie auf, die naturwissenschaftliche und sozialrevolutionäre Tendenzen miteinander verband. Carls Vater Philipp Friedrich Wilhelm Vogt war Medizinprofessor in Gießen, bis er 1834 aufgrund drohender politischer Verfolgung eine Professur in Bern annahm. Die politischen Verwicklungen standen in der Tradition der Familie mütterlicherseits, die drei Brüder Louise Follens wurden allesamt aufgrund ihrer nationalistischen und demokratischen Aktivitäten in die Emigration gedrängt.
Adolf Follen verfasste 1817 die Grundzüge für eine künftige Reichsverfassung und wurde zwei Jahre später wegen „deutscher Umtriebe“ verhaftet. Das Schweizer Exil bewahrte ihn vor einer 10-jährigen Festungshaft. Karl Follen verteidigte in einem Flugblatt den Tyrannenmord und galt daher als geistiger Urheber des Attentats auf den Schriftsteller August von Kotzebue. Ihm gelang die Flucht in die Vereinigten Staaten, wo er sich ab 1825 als Professor für deutsche Sprache an der Harvard University etablierte. Paul Follen, der jüngste der Brüder, gründete 1833 mit Friedrich Münch die Gießener Auswanderungsgesellschaft. Das Ziel einer deutschen Republik in den Vereinigten Staaten scheiterte, Paul Follen ließ sich als Farmer in Missouri nieder.
Carl Vogt begann 1833 in Gießen Medizin zu studieren, wandte sich jedoch bald der Chemie bei Justus Liebig zu. Liebigs experimentelle Methoden standen in explizitem Kontrast zur idealistischen Naturphilosophie. Als Mitbegründer der organischen Chemie lehnte Liebig eine Trennung zwischen lebenden Prozessen und toter Materie ab und bot Vogt somit eine gedankliche Voraussetzung des später entwickelten Materialismus. 1835 machten jedoch politische Umstände eine Fortsetzung des Studiums in Gießen unmöglich. Nachrichten, dass er einem politisch verfolgten Studenten zur Flucht verholfen habe, ließen ihn selbst zum Ziel der Polizei werden. Vogt wanderte daraufhin in die Schweiz aus, wo er 1839 sein Studium an der medizinischen Fakultät abschloss.
In den frühen 1840er Jahren war Vogt mit der politischen Opposition und den neuen naturwissenschaftlichen Bewegungen in Kontakt gekommen, hatte jedoch noch nicht seinen weltanschaulichen Materialismus entwickelt. Dies änderte sich während seines dreijährigen Aufenthalts in Paris, der wesentlich zu Vogts politischer und weltanschaulicher Radikalisierung beitrug. Die Bekanntschaft mit den Anarchisten Michail Bakunin und Pierre-Joseph Proudhon prägte Vogts politisches Denken nachhaltig. Ab 1845 begann er zudem seine Physiologischen Briefe zu veröffentlichen, mit denen er in Anlehnung an Liebigs Chemische Briefe eine allgemeinverständliche Darstellung der Physiologie veröffentlichte.
Die ersten Briefe enthielten noch keine Hinweise auf Vogts Materialismus, erst in dem 1846 erschienenen Brief über Nervenkraft und Seelenthätigkeit erklärte Vogt, „dass der Sitz des Bewusstseins, des Willens, des Denkens endlich einzig und allein in dem Gehirne gesucht werden muss“.

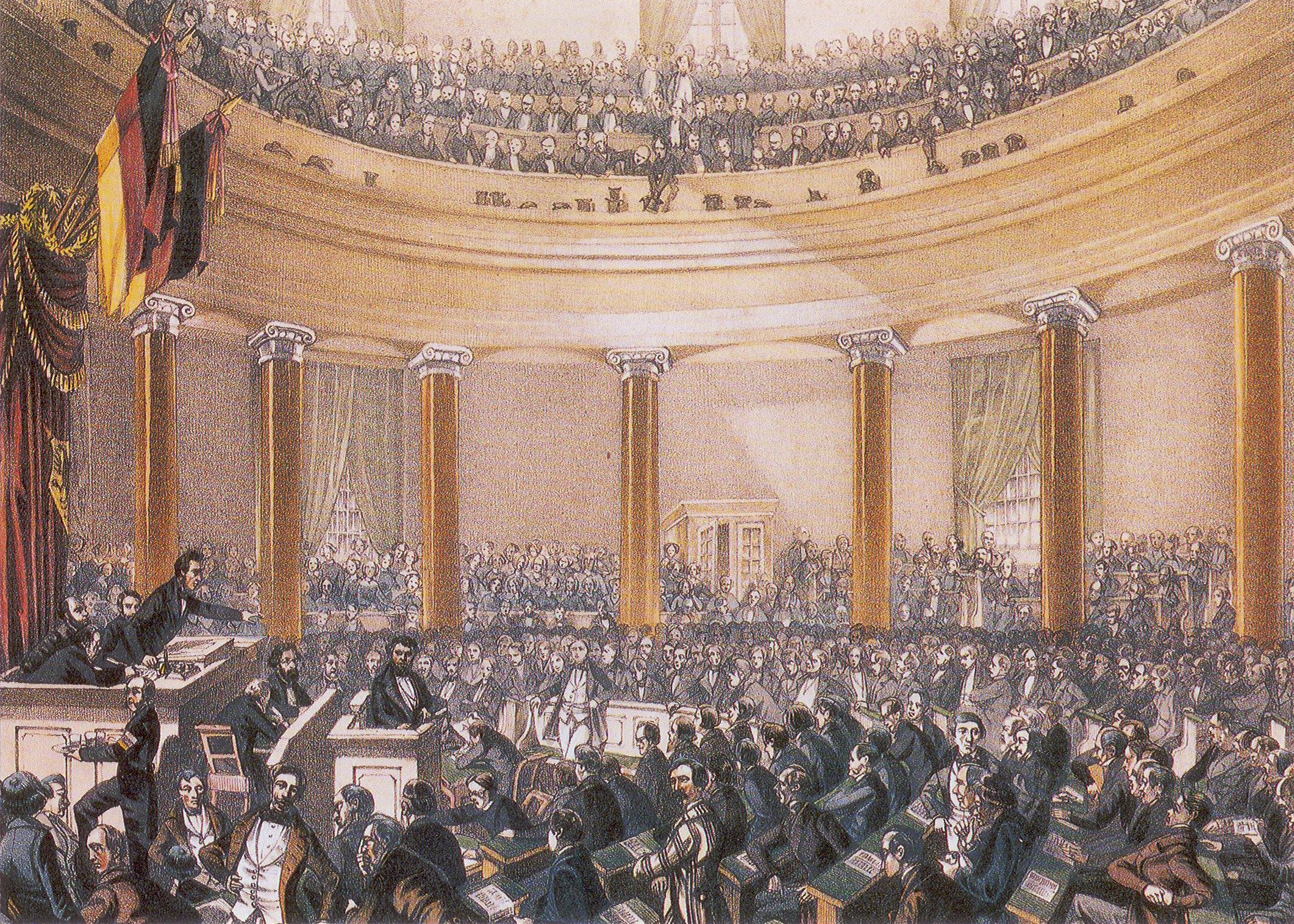
Sitzung der Nationalversammlung 1848; zeitgenössisches Gemälde von Ludwig von Elliott

Zunächst hatte jedoch die politische Praxis Vorrang gegenüber der materialistischen Theorie. Vogt war gerade durch Einflussnahme Liebigs und Alexander von Humboldts zum Professor für Zoologie in Gießen berufen worden, als im März 1848 die Deutsche Revolution begann und sich in verschiedenen Teilen Deutschlands demokratische Kräfte gegen die sogenannte Reaktion erhoben. Als diese Märzrevolution auch die kleine Universitätsstadt Gießen erreichte, ließ sich Vogt zum Befehlshaber der Bürgerwehr ernennen und vertrat schließlich den 6. Wahlkreis Hessen-Darmstadt in der Frankfurter Nationalversammlung 1848 bis 1849. Nachdem der preußische König Friedrich Wilhelm IV. die ihm angetragene Kaiserwürde abgelehnt hatte und politische Niederlagen zum Auseinanderbrechen der Nationalversammlung führten, zog Vogt mit den verbliebenen 158 Abgeordneten nach Stuttgart, um dort Anfang Juni 1849 das schon nach wenigen Wochen zwangsweise aufgelöste sogenannte Rumpfparlament zu bilden.
Von diesem Restparlament zu einem der „fünf Reichsregenten“ ernannt, fand sich Vogt im Zentrum der politischen Opposition wieder. Bereits am 18. Juni des Jahres besetzten württembergische Truppen den Tagungsort. Vogt emigrierte in die Schweiz und nahm im Haus seiner Eltern Zuflucht. In den politischen Ambitionen gescheitert und seiner akademischen Karriere beraubt, konzentrierte er sich wieder auf biologische Studien, die er nun radikal weltanschaulich deutete.

## Verlauf

### Materialismusstreit bis 1854
Ohne klare akademische Perspektiven begab sich Vogt 1850 nach Nizza, um sich dort zoologischen Studien zu widmen. Seine im folgenden Jahr publizierten Untersuchungen über Thierstaaten verknüpften die Zoologie mit einer bitteren Abrechnung mit den deutschen Verhältnissen. Politisch war das Buch ein Plädoyer für den Anarchismus, „jede Staatsform, jedes Gesetz [ist] ein Zeichen der mangelnden Vollendung unseres Naturzustandes“. Vogts biologistische Argumentation für den Anarchismus beruhte auf der Überzeugung, dass Tier- und Menschenstaaten in Kontinuität zueinander stünden, da auch Menschen natürliche und vollständig materielle Organismen seien. Nach Ansicht Vogts implizierte die Biologie gleichermaßen den Materialismus und die Subversion der herrschenden Ordnung. In seinem Buch bezog er sich unmissverständlich auf die deutschen Verhältnisse:

„So gehe denn hin, du kleines Büchlein, als alte Wahrheit in neuem Gewande. Pilgre umher in jenem unseligen Lande, dessen Sprache Du redest, dessen Sinn Dir aber schwerlich entgegenkommen wird.“

Tatsächlich gelang es Vogt, mit seinen populären und polemischen Attacken das Interesse der deutschen Öffentlichkeit zu wecken. 1852 erschienen die Bilder aus dem Thierleben, in denen Vogt nicht nur eine ausführliche Darstellung des Materialismus bot, sondern zugleich die deutschen Universitätsgelehrten scharf angriff. Jeder klar denkende Biologe müsse die Wahrheit des Materialismus erkennen, da die Abhängigkeit der Seelenfunktionen von den Gehirnfunktionen offensichtlich sei. Diese Abhängigkeit zeige sich am deutlichsten in Tierversuchen, so können „wir der Taube Stück für Stück die geistigen Funktionen abschneiden, indem wir Stück für Stück das Gehirn abtragen“. Doch wenn die Seelenfunktionen auf diese Weise vom Gehirn abhingen, so könne die Seele auch nicht den Tod des Körpers überstehen. Und wenn die Gehirnfunktionen durch die Naturgesetze determiniert seien, so müsse das Gleiche auch auf die Seele zutreffen.

„So wäre dem einfachen Materialismus Thür und Tor geöffnet – der Mensch so gut wie das Thier nur eine Maschine, sein Denken das Resultat einer bestimmten Organisation – der freie Wille demnach aufgehoben? […] Wahrlich, so ist’s. Es ist wirklich so.“

Wer diesen Ausführungen nicht zustimmen wollte, hatte nach Ansicht Vogts nicht die notwendigen Konsequenzen der physiologischen Forschung verstanden. Dies betraf besonders den Anatomen und Physiologen Rudolf Wagner aus Göttingen, der 1851 in der Augsburger Allgemeinen Zeitung Vogt dafür kritisiert hatte, Gott durch eine „blinde, unbewusste Notwendigkeit“ zu ersetzen. Zugleich hatte er Überlegungen angestellt, nach denen die Seele eines Kindes sich zu gleichen Teilen aus der Seele der Mutter und des Vaters zusammensetze. Dieser Gedanke bot Vogt eine willkommene Vorlage. Eine zusammengesetzte Kinderseele widerspreche nicht nur der theologischen Auffassung der Unteilbarkeit der Seele, sondern sei zugleich physiologischer Unsinn. Körperliche Merkmale wie Gesichtszüge werden von den Eltern auf natürlichem Wege an die Kinder vererbt. Das Gleiche gelte für das Gehirn, weswegen die Vererbung von Charaktermerkmalen leicht materialistisch erklärt werden könne.

### Göttinger Naturforscherversammlung

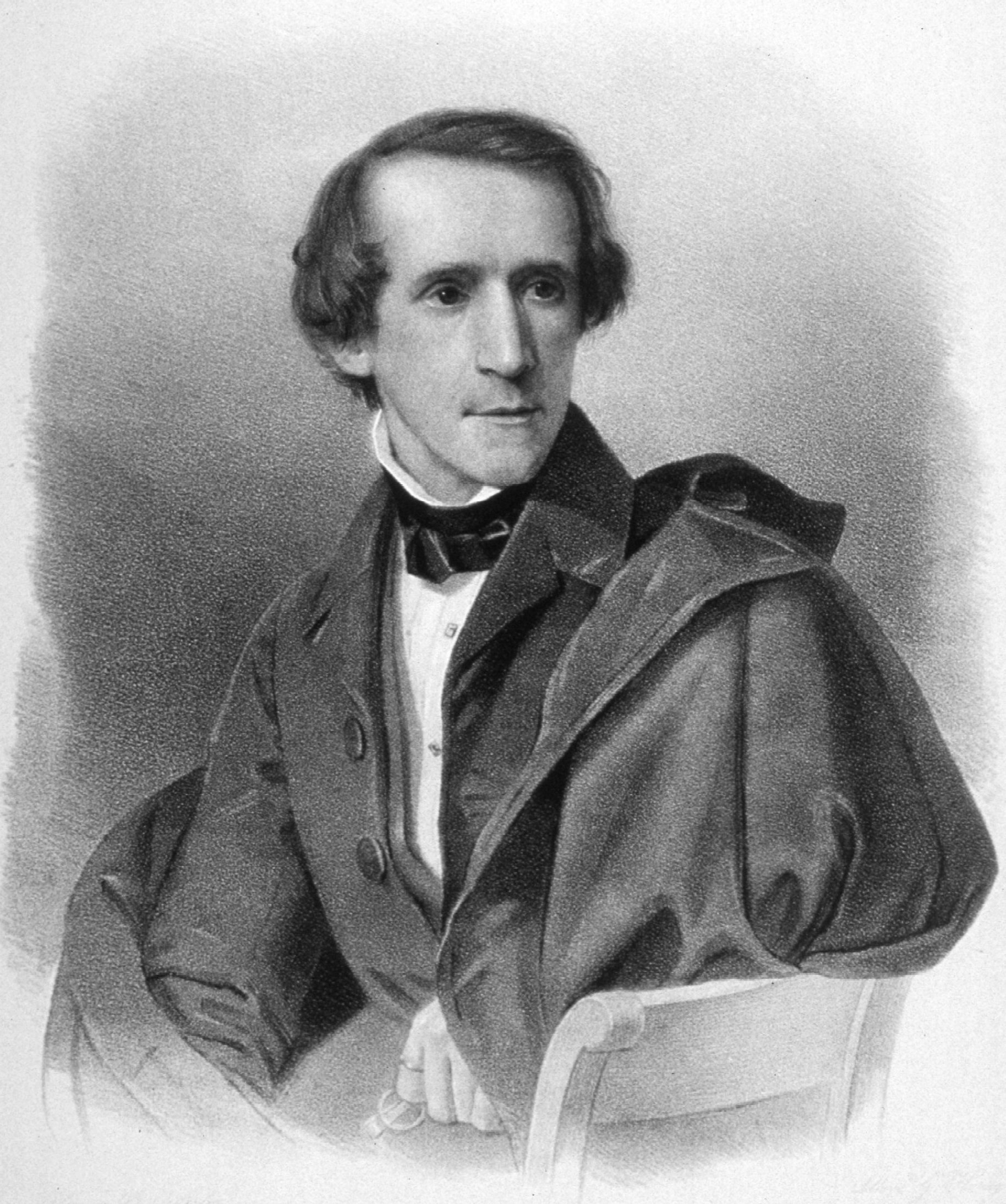
Rudolf Wagner

Im Sommer 1854 bot die vom Kampf um die gottgeschaffene Seele bestimmte 31. Naturforscherversammlung in Göttingen Wagner die Gelegenheit zu einer öffentlichkeitswirksamen Replik. In seinem Vortrag über Menschenschöpfung und Seelensubstanz warf Wagner den Materialisten vor, durch die Leugnung der Willensfreiheit die sittlichen Grundlagen der gesellschaftlichen Ordnung zu untergraben.

„Wir, die wir hier versammelt sind, wie verschieden sich auch in jedem Einzelnen von uns unsere Weltanschauung gestaltet haben mag, wir, die wir das Ringen unserer Nation in seinen letzten Kämpfen mitgesehen, mitgefühlt, zum großen Theile selbsttheilnehmend mit durchgemacht haben, wir haben uns auch die Frage nahezulegen, welches werden die Resultate unserer Forschung für die Bildung und die Zukunft unsres großen Volkes sein.“

Der Materialismus Vogts stehe der moralischen Verantwortung des Forschers entgegen, da er aus dem Menschen blinde und unverantwortliche Maschinen mache. Noch im selben Jahr erschien eine zweite Schrift Wagners, in der er die moralischen Vorwürfe um eine allgemeine Argumentation zum Verhältnis von Wissen und Glauben ergänzte. Nach Wagner bilden diese zwei weitgehend unabhängige Bereiche, kein naturwissenschaftliches Wissen könne den religiösen Glauben folglich beweisen oder widerlegen.
Physiologen würden den inneren Aufbau und die Funktion der körperlichen Organe beschreiben, Materialisten diese Beschreibungen interpretieren, indem sie die körperlichen und seelischen Funktionen miteinander identifizierten. Dualisten gingen demgegenüber davon aus, dass die körperlichen Funktionen auf eine immaterielle Seele wirkten. Keine der beiden Interpretationen ergebe sich aus der physiologischen Beschreibung, weswegen die Naturwissenschaften die Seelenfrage nicht entscheiden könnten. „Es findet sich in der biblischen Seelenlehre […] kein einziger Punkt, welcher mit irgend einem Lehrsatze der modernen Physiologie und Naturwissenschaft im Widerspruch wäre.“

### Köhlerglaube und Wissenschaft
Wagners öffentlichkeitswirksame Streitschriften hatten die seit einigen Jahren schwelende Materialismusdebatte endgültig ins Zentrum des öffentlichen Interesses gerückt. Vogt reagierte prompt mit dem Pamphlet Köhlerglaube und Wissenschaft. Eine Streitschrift gegen Hofrath Rudolph Wagner in Göttingen. Der Text ist in der ersten Hälfte wesentlich durch drastische ad-hominem-Attacken gegen Wagner geprägt. Dieser sei kein seriöser und produktiver Wissenschaftler, sondern schmücke sich als Herausgeber zahlloser Werke lediglich mit der Forschungsarbeit anderer. Zudem habe er versucht, seine materialistischen Kritiker mit Hilfe der Staatsgewalt zu unterdrücken. Den besonderen Zorn Vogts erregte Wagners Behauptung, dass die materialistische Leugnung der Willensfreiheit angesichts der politischen Ereignisse von 1848 (Märzrevolution) gesellschaftlich unverantwortlich sei:

„Erbärmlicher Wicht! Wo hast Du denn mitgerungen, mitgefühlt, mit Theil genommen auf der einen oder anderen Seite? […] Wir haben Dich nicht gesehen, weder in den Reihen unserer Feinde, noch in denjeningen unser Freunde, und wir können Dir mit dem Dichter zurufen: ‚Pfui über Dich Buben hinter dem Ofen.‘“

Im zweiten Teil der Arbeit argumentierte Vogt systematischer gegen Wagners These der Vereinbarkeit von „naivem Köhlerglauben“ und naturwissenschaftlicher Erkenntnis. Wer die Seele in einen Bereich jenseits jeder empirischen Überprüfbarkeit setze, könne zwar nicht mehr direkt durch die Physiologie widerlegt werden, mache jedoch eine vollkommen unnütze und letztlich sogar unverständliche Annahme. Die Abhängigkeit der Seelenfunktionen von den Gehirnfunktionen spreche eindeutig für eine Identität von Körper und Seele und könne nicht durch das Axiom einer immateriellen Seele ignoriert werden. Dies werde bei allen Organen bis auf das Gehirn auch von Wagner akzeptiert. Auch Wagner behaupte nicht, dass zusätzlich zu den biologischen Prozessen in den Muskeln noch eine Muskelseele komme, die erst die Muskelkontraktion verursache. Ebenso wenig würde er behaupten, zusätzlich zu den biologischen Prozessen in der Niere komme noch eine Nierenseele, die erst die Ausscheidung der Stoffwechselprodukte verursache. „Nur bei dem Gehirne will man dies nicht anerkennen; nur bei diesem will man eine specielle, für die anderen Organe nicht gültige unlogische Schlußfolgerung eintreten lassen“.

### Nahrungsmittel, Kraft und Stoff

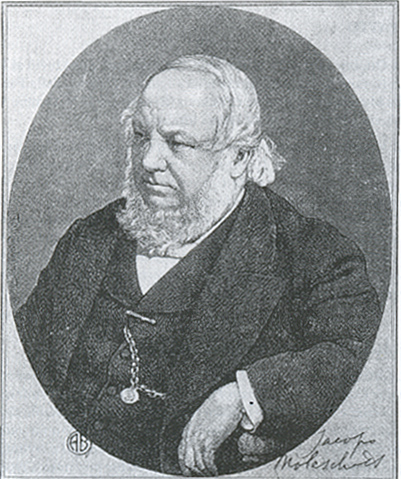
Jakob Moleschott

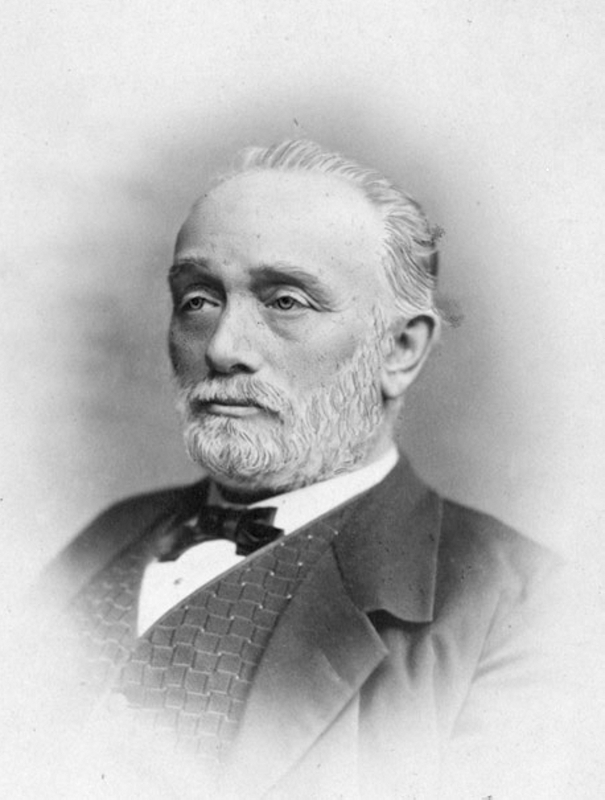
Ludwig Büchner

Vogts polemisch vorgetragene Thesen mochten im akademischen und politischen Umfeld auf starke Widerstände stoßen, dennoch hatte sich das Bekenntnis zum Materialismus 1855 längst zu einer einflussreichen Bewegung entwickelt. Unterstützung erhielt Vogt von zwei jüngeren Wissenschaftlern, Jakob Moleschott und Ludwig Büchner, die ihre materialistischen Thesen ebenfalls in populärwissenschaftlichen Publikationen in die Öffentlichkeit trugen. Diese stilisierte diese drei Autoren rhetorisch zu den Vorkämpfern eines scheinbar schlüssigen Materialismus, und in dieser Zuspitzung wurde der Materialismusstreit selbst zu einem Katalysator einer kontrovers diskutierten Intensivierung von Popularisierungsbemühungen und von weltanschaulichen Debatten um das Verhältnis von Naturforschung und Gesellschaft, die seit Ende der 1850er Jahre in die Diskussion über die darwinistische Entwicklungslehre überging.
Jakob Moleschott, 1822 im niederländischen ’s-Hertogenbosch geboren, war früh mit der Philosophie Hegels in Kontakt gekommen, entschloss sich jedoch schließlich zu einem Studium der Medizin in Heidelberg. Stark durch die Philosophie Feuerbachs beeinflusst, beschäftigte er sich mit Fragen des Stoffwechsels und der Diätik. Nahrungsmittel erschienen entsprechend Moleschotts materialistischer Überzeugungen gleichermaßen als Grundbausteine der körperlichen und geistigen Funktionen. In seiner Schrift Die Lehre der Nahrungsmittel: Für das Volk bemühte sich Moleschott um eine populäre Anwendung seiner Studien und legte detaillierte Ernährungspläne für die verarmten Bevölkerungsschichten vor. Der Materialismus sollte nicht nur negativ die Existenz einer immateriellen Seele und Gottes leugnen, er sollte positiv die Menschen zu einem besseren Leben führen.
Moleschott schickte 1850 ein Exemplar seines Werkes an Feuerbach, der noch im gleichen Jahr eine einflussreiche Rezension unter dem Titel Die Naturwissenschaft und die Revolution veröffentlichte. In den 1840er Jahren hatte Feuerbach seine Philosophie noch jenseits von Idealismus und Materialismus definiert, nun bezog er explizit für die Materialisten Stellung. Während die Philosophen weiter auf unfruchtbare Weise über das Verhältnis von Körper und Seele stritten, hätten die Naturwissenschaften bereits längst die Antwort gefunden:

„Die Speisen werden zu Blut, das Blut zu Herz und Hirn, zu Gedanken und Gesinnungsstoff. Menschliche Kost ist die Grundlage menschlicher Bildung und Gesinnung. Wollt ihr das Volk bessern, so gebt ihm statt Deklamationen gegen die Sünde bessere Speisen. Der Mensch ist was er isst.“

Noch einflussreicher als Moleschotts Bündnis mit Feuerbach erwies sich Büchners Bündnis mit der Öffentlichkeit. Büchner, 1824 in Darmstadt geboren, war bereits als Student mit Vogt in Kontakt gekommen und 1848 Mitglied der von Vogt geleiteten Bürgerwehr geworden. Nach einigen unglücklichen Jahren als Assistent an der medizinischen Fakultät Tübingens entschloss sich Büchner zur Publikation einer eingängigen Zusammenfassung der materialistischen Weltanschauung. Kraft und Stoff entwickelte sich zu einem Bestseller, in den ersten 17 Jahren erschienen 12 Auflagen, das Buch wurde in 16 Sprachen übersetzt. Im Gegensatz zu Vogt und Moleschott präsentierte Büchner den Materialismus nicht im Kontext eigener Forschungen, sondern bot eine Zusammenfassung der Erkenntnisse, die auch ohne philosophische oder naturwissenschaftliche Vorkenntnisse verständlich waren. Den Ausgangspunkt bot die bereits von Moleschott betonte Einheit von Kraft und Stoff. Kein Stoff könne ohne innewohnende Kräfte, keine Kraft ohne Stoff als Träger existieren. Aus dieser Einheit folge unmittelbar die Unmöglichkeit immaterieller Seelen, da diese ohne einen stofflichen Träger existieren müssten.

## Reaktionen im 19. Jahrhundert

### Philosophie des Neukantianismus
Der Materialismus wurde von Naturwissenschaftlern wie Vogt, Moleschott und Büchner getragen, die ihre Thesen als Konsequenzen der empirischen Forschung präsentierten. Die Universitätsphilosophie schien mit dem Zusammenbruch des deutschen Idealismus als haltlose Spekulation diskreditiert. Selbst der Philosoph Feuerbach traute den Naturwissenschaften nun die Auflösung der philosophischen Frage nach dem Verhältnis von Seele und Körper zu.
Erst in den 1860er Jahren entwickelte sich mit dem Neukantianismus eine einflussreiche philosophische Kritik des Materialismus. 1865 hatte Otto Liebmann in seiner Schrift Kant und die Epigonen die philosophischen Ansätze vom deutschen Idealismus bis zu Schopenhauer scharf kritisiert und jedes Kapitel mit der Feststellung „Also muss auf Kant zurückgegangen werden!“ geschlossen. Dieser Position entsprechend veröffentlichte der Philosoph Friedrich Albert Lange im folgenden Jahr seine Geschichte des Materialismus. Unter Bezug auf Kant warf Lange den Materialisten „philosophischen Dilettantismus“ vor, der wesentliche Erkenntnisse der kantischen Philosophie ignoriere.
Das zentrale Thema der Kritik der reinen Vernunft war die Frage nach den Bedingungen jeder möglichen – also auch der naturwissenschaftlichen – Erkenntnis. Kant hatte argumentiert, dass die menschliche Erkenntnis die Welt nicht abbildet, wie sie wirklich ist. Jede Erkenntnis sei bereits durch Kategorien wie „Ursache und Wirkung“ oder „Einheit und Vielheit“ geprägt. Dabei seien diese Kategorien nicht Eigenschaften der Dinge an sich, sondern von dem Menschen an die Dinge herangetragen. Auf gleiche Weise hätten auch Raum und Zeit keine absolute Realität, sondern seien Anschauungsformen des Menschen. Da jede Erkenntnis bereits durch die Kategorien und die Anschauungsformen geprägt sei, könne der Mensch niemals die Dinge an sich erkennen. Daher seien Antworten auf die Fragen nach einer immateriellen Seele, einem personalen Gott und einem freien Willen nicht wissenschaftlich beweisbar.
Der zentrale Fehler der Materialisten war nach Ansicht Langes ihre Ignoranz gegenüber Kant. Der Materialismus behaupte, dass es in Wirklichkeit nur Materie gebe, und übersehe dabei, dass auch die naturwissenschaftliche Beschreibung der Materie keinesfalls eine Beschreibung der absoluten Realität sei. Die naturwissenschaftliche Beschreibung setze bereits die Kategorien und Anschauungsformen voraus und könne daher keinesfalls als eine Beschreibung der Dinge an sich gelten. Unterstützung erhielt Lange in dieser Argumentation ausgerechnet von dem Naturwissenschaftler Hermann von Helmholtz, der seine sinnesphysiologischen Arbeiten in den 1850er Jahren als eine empirische Bestätigung der Arbeiten Kants präsentiert hatte. In dem 1855 gehaltenen Vortrag Ueber das Sehen des Menschen beschrieb Helmholtz zunächst die physiologischen Grundlagen der visuellen Wahrnehmung und erklärte im Folgenden, dass das Sehen keine naturgetreue Abbildung der Außenwelt darstelle. Ganz im Sinne Kants sei jede Wahrnehmung der Außenwelt bereits durch menschliche Interpretationsleistungen geprägt, ein Zugang zu den Dingen an sich folglich unmöglich:

„Wie es aber mit dem Auge ist, so ist es auch mit den anderen Sinnen; wir nehmen nie die Gegenstände der Außenwelt unmittelbar wahr, sondern wir nehmen nur Wirkungen dieser Gegenstände auf unseren Nervenapparat wahr.“

### Ignoramus et ignorabimus

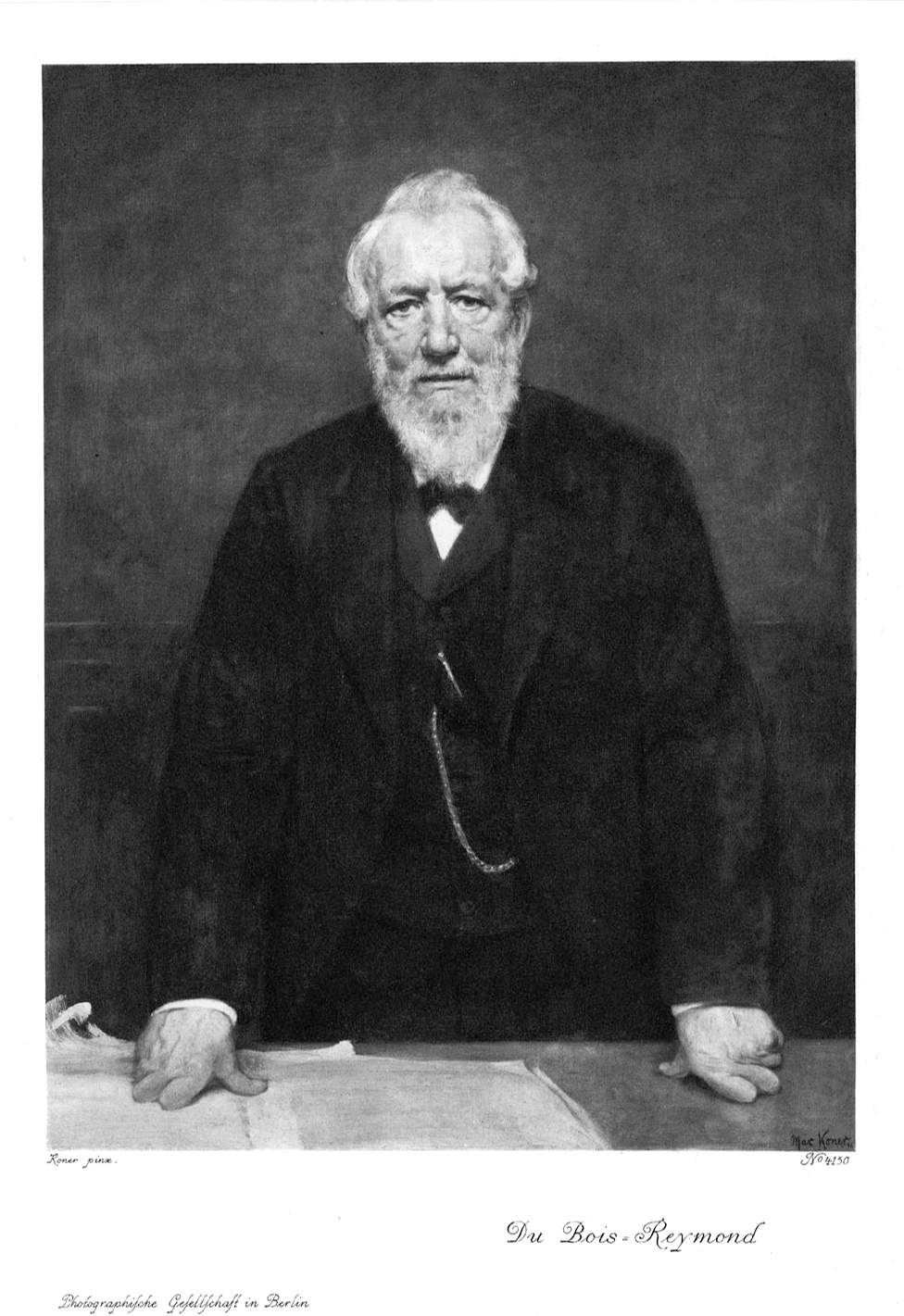
Emil Heinrich du Bois-Reymond

Die naturwissenschaftlichen Materialisten sahen im Verweis auf Kant lediglich eine weitere, spekulative Attacke auf die Ergebnisse der Naturwissenschaften und setzten sich daher nicht systematisch mit den Argumenten der Neukantianer auseinander. Gefährlicher erschien die Kritik des Physiologen Emil Heinrich Du Bois-Reymond, der 1872 in seinem Vortrag Ueber die Grenzen des Naturerkennens das Bewusstsein zu einer grundsätzlichen Grenze der Naturwissenschaften erklärte. Mit seinem Diktum Ignoramus et ignorabimus (lat. „Wir wissen es nicht und wir werden es niemals wissen“) löste er eine lang anhaltende Kontroverse um die Idee einer naturwissenschaftlichen Weltanschauung aus. Der sogenannte Ignorabimusstreit wurde mit einer ähnlichen Heftigkeit ausgefochten wie 20 Jahre zuvor die Debatte zwischen Vogt und Wagner, sogar mehr noch in den politischen Raum getragen. Diesmal waren jedoch die Materialisten in der Defensive.
Das wesentliche Problem der Materialisten war nach Ansicht du Bois-Reymonds ihre unzureichende Argumentation für die Einheit von Gehirn und Seele. Vogt, Moleschott und Büchner hatten sich darauf beschränkt, die Abhängigkeit der Seelenfunktionen von den Gehirnfunktionen zu betonen. Eine Schädigung des Gehirns führe zu einer Beeinträchtigung der seelischen Funktionen, wie man experimentell in Tierversuchen nachweisen könne. Diese Abhängigkeit mache jedoch die Idee einer immateriellen Seele unplausibel und folglich sei der Materialismus die einzig akzeptable Konsequenz. Es sei daher auch gar nicht notwendig, zu erklären, wie das Gehirn letztlich Bewusstsein erzeuge. So schrieb Büchner in Kraft und Stoff:

„Uebrigens kann es für den Zweck dieser Untersuchung ziemlich gleichgültig erscheinen, ob und auf welche Weise eine Vorstellung darüber möglich ist, wie die seelischen Erscheinungen aus materiellen Verknüpfungen oder Thätigkeiten der Gehirnsubstanz hervorgehen, oder wie stoffliche Bewegung in geistige umschlägt. Es genügt zu wissen, daß materielle Bewegungen durch Vermittlung der Sinnesorgane auf den Geist wirken.“

Du Bois-Reymond argumentierte hingegen, dass der Nachweis von Abhängigkeitsbeziehungen keinesfalls ausreichend für den Materialismus sei. Wer das Bewusstsein auf das Gehirn reduzieren wolle, müsse das Bewusstsein auch durch Gehirnfunktionen erklären. Eine solche Erklärung könnten die Materialisten aber nicht anbieten: „Welche denkbare Verbindung besteht zwischen bestimmten Bewegungen bestimmter Atome in meinem Gehirn einerseits, andererseits den für mich ursprünglichen, nicht weiter definierbaren, nicht wegzuleugnenden Tatsachen 'Ich fühle Schmerz, fühle Lust; ich schmecke Süßes, rieche Rosenduft, höre Orgelton, sehe Roth.'“ Nach Ansicht du Bois-Reymonds gibt es keine denkbare Verbindung zwischen den objektiv beschriebenen Fakten der Körperwelt und den subjektiv bestimmten Fakten des bewussten Erlebens. Das Bewusstsein beschreibe daher eine grundsätzliche Schranke des Naturerkennens.
Du Bois-Reymonds Ignorabimus-Rede schien auf eine grundlegende Schwäche des wissenschaftlichen Materialismus hinzuweisen. Während Vogt, Moleschott und Büchner die Materialität des Bewusstseins behaupteten, gaben sie offen zu, das Bewusstsein nicht durch Gehirnfunktionen erklären zu können. Nicht zuletzt unter dem Eindruck dieses Problems entwickelte sich das Konzept einer naturwissenschaftlichen Weltanschauung gegen Ende des 19. Jahrhunderts vom Materialismus zum Monismus. Ernst Haeckel, der bekannteste Vertreter einer „monistischen Weltanschauung“, stimmte mit den Materialisten in der Ablehnung von Dualismus, Idealismus und der Idee einer unsterblichen Seele überein.

„Der Monismus hingegen […] erkennt im Universum nur eine einzige Substanz, die Gott und Natur zugleich ist; Körper und Geist (oder Materie und Energie) sind für sie untrennbar verbunden.“

Haeckels Monismus unterscheidet sich jedoch vom Materialismus, da er der Materie keine Vorrangstellung zuerkennt, Körper und Geist sind untrennbare und gleichermaßen grundlegende Aspekte einer Substanz. Ein derartiger Monismus schien du Bois-Reymonds Problem zu umgehen. Wenn Materie und Geist gleichermaßen grundlegende Aspekte einer Substanz sind, dann muss der Geist auch nicht mehr durch die Materie erklärt werden.
Auch Büchner sah in einem solchen Monismus die richtige Reaktion auf die philosophische Kritik am Materialismus. In einem Brief an Haeckel aus dem Jahre 1875 schreibt er:

„Ich […] habe daher die Bezeichnung ‚Materialismus‘, welche eine ganz einseitige Vorstellung weckt, nie für meine Richtung gebraucht und sie nur nothgedrungen später hier und da acceptiert, weil das große Publikum kein anderes Wort für die ganze Richtung kannte […]. Die von Ihnen vorgeschlagene Bezeichnung ‚Monismus‘ ist zwar an sich sehr gut; es fragt sich aber sehr, ob sie bei dem großen Publikum dauern Eingang gewinnen wird.“

### Politische und weltanschauliche Wirkung
Die Materialisten mochten zu großer Popularität in der Bevölkerung gelangen, politisch waren sie weit weniger erfolgreich. Das Eintreten für den Materialismus kostete Vogt, Moleschott und Büchner ihre berufliche Laufbahn an den deutschen Universitäten. Der von Vogt propagierte revolutionäre Gehalt des Materialismus konnte sich in der Reaktionsära nach 1848 nicht durchsetzen. In den politischen Bewegungen der zweiten Hälfte des 19. Jahrhunderts blieb der naturwissenschaftliche Materialismus ebenfalls ohne wesentlichen Einfluss, auch aufgrund von Differenzen mit Karl Marx und Friedrich Engels. Vogt wurde von Marx als „kleinuniversitätischer Bierpolterer und verfehlter Reichsbarrot“ bezeichnet und die Konflikte eskalierten zunehmend in persönlichen Denunziationen. So wurde etwa Vogt aus dem Umfeld von Marx mit dem Vorwurf konfrontiert, als französischer Spion gearbeitet zu haben.
Die veränderte politische Lage wird auch in dem Werk Ernst Haeckels deutlich, der von den Materialisten die Idee einer naturwissenschaftlichen Weltanschauung übernahm, ihr jedoch eine neue politische Richtung gab. Haeckel, 17 Jahre jünger als Vogt, etablierte sich in den 1860er Jahren als Repräsentant des Darwinismus in Deutschland. In seiner polemischen Ablehnung von „Kirchen-Weisheit und […] After-Philosophie“ ähnelte Haeckel den naturwissenschaftlichen Materialisten durchaus. Vogt hatte in der Physiologie den Beginn einer naturwissenschaftlichen Weltanschauung gesehen. Haeckel beanspruchte mit Bezug auf Charles Darwin das Gleiche:

„In diesem Geistes-Kampfe, der jetzt die ganze denkende Menschheit bewegt und der ein menschenwürdiges Dasein in der Zukunft vorbereitet, stehen auf der einen Seite unter dem lichten Banner der Wissenschaft: Geistesfreiheit und Wahrheit, Vernunft und Cultur, Entwickelung und Fortschritt; auf der anderen Seite unter der schwarzen Fahne der Hierarchie: Geistesknechtschaft und Lüge, Unvernunft und Rohheit, Aberglauben und Rückschritt.“

Doch „Fortschritt“ war bei Haeckel wesentlich antiklerikal in Opposition zur Kirche und nicht politisch in Opposition zum Staat gedacht. Bismarcks 1871 beginnender Kulturkampf gegen die katholische Kirche bot Haeckel sogar die Gelegenheit, den antiklerikalen Monismus mit der Politik Preußens zu verknüpfen. Im Vorfeld des Ersten Weltkriegs wurden Haeckels Äußerungen zunehmend nationalistisch, Rassentheorien und Eugenik boten eine scheinbar naturwissenschaftlich begründete Rechtfertigung chauvinistischer Politik. Vogts Ideal einer politisch revolutionären Naturwissenschaft war damit endgültig gescheitert.

## Rezeption im 20. Jahrhundert
Der wissenschaftliche Materialismus hatte die weltanschaulichen Kontroversen im 19. Jahrhundert wesentlich geprägt. In den 1860er Jahren drängten sich die Debatten um Darwins Evolutionstheorie und Haeckels Monismus zunehmend in den Vordergrund. Die Frage nach einer naturwissenschaftlichen Weltanschauung wurde jedoch weiter kontrovers diskutiert, Büchners Kraft und Stoff blieb ein Bestseller.
Einen Einschnitt bedeuteten der Erste Weltkrieg und der Tod Haeckels 1919. In der Weimarer Republik schienen die Debatten der 1850er Jahre nicht mehr zeitgemäß, die philosophischen Strömungen der Zwischenkriegszeit waren bei allen inhaltlichen Unterschieden durchweg materialismuskritisch. Dies trifft auch auf den Logischen Positivismus zu, der zwar an der Idee einer wissenschaftlichen Weltanschauung festhielt, sie jedoch konsequent antimetaphysisch deutete. Dem Sinnkriterium der logischen Positivisten zufolge war eine Aussage nur dann verständlich, wenn sie sich empirisch überprüfen ließ. Materialismus und Monismus scheiterten an diesem Kriterium genauso wie der Idealismus und Dualismus. All diese Positionen erschienen somit als verfehlte Phantasien einer vergangenen, spekulativen Epoche der Philosophie. Materialistische Theorien des Bewusstseins wurden erst in den 1950er Jahren in der angelsächsischen Philosophie wieder aufgegriffen. In dieser Zeit waren die naturwissenschaftlichen Materialisten des 19. Jahrhunderts jedoch endgültig in Vergessenheit geraten. In keinem dieser Texte wird auf Vogt, Moleschott oder Büchner verwiesen, die Materialisten der Nachkriegszeit konzentrierten sich vielmehr auf die zeitgenössischen Neurowissenschaften.
Auch wissenschafts- und philosophiehistorisch wurde der naturwissenschaftliche Materialismus bis in die 1970er weitgehend ignoriert. Relativ früh begann die Rezeption in der DDR unter dem Einfluss Dieter Wittichs, der 1960 mit einer Arbeit über die wissenschaftlichen Materialisten promoviert wurde und 1971 im Akademie Verlag eine Textsammlung unter dem Titel Vogt, Moleschott, Büchner: Schriften zum kleinbürgerlichen Materialismus in Deutschland herausgab. Wittich, Inhaber des einzigen Lehrstuhls für Erkenntnistheorie in der DDR, würdigte in seiner ausführlichen Einleitung das politische, wissenschaftliche und religionskritische Wirken der Materialisten. Zugleich betonte er jedoch ihre philosophischen Mängel, die „kleinbürgerlichen Materialisten“ seien „Vulgärmaterialisten, weil sie zu einer Zeit auf dem metaphysischen Materialismus beharrten, als der dialektische Materialismus nicht nur Möglichkeit, sondern auch Wirklichkeit geworden war.“
1977 erschien die Monographie Scientific Materialism in Nineteenth Century Germany des amerikanischen Wissenschaftshistorikers Frederick Gregory, die bis heute als Standardwerk gilt. Nach Gregory ist die Bedeutung Vogts, Moleschotts und Büchners weniger in ihrer spezifischen Ausarbeitung des Materialismus zu suchen. Entscheidender sei die gesellschaftliche Wirkung ihrer naturwissenschaftlich motivierten Kritik an Religion, Philosophie und Politik gewesen. „Das herausragende Merkmal des wissenschaftlichen Materialisten war aus historischer Perspektive nicht ihr Materialismus, sondern ihr Atheismus oder angemessener ihre humanistische Religion.“
Gregorys Urteil entsprechend wird in der gegenwärtigen Forschungsliteratur die Bedeutung der Materialisten im Säkularisierungsprozess des 19. Jahrhunderts allgemein anerkannt, während ihre philosophischen Positionen zum Teil weiter heftiger Kritik ausgesetzt sind. So erklärt etwa Renate Wahsner: „Es kann der in der Literatur vertretenen Auffassung nicht widersprochen werden, die allen dreien Schärfe und Tiefe im Denken abspricht“. Nicht alle Autoren teilen diese negative Einschätzung, so verteidigt etwa Kurt Bayertz die Aktualität der naturwissenschaftlichen Materialisten, da diese „die erste voll ausgeprägte Form des modernen Materialismus“ erarbeitet hätten. „Wir haben es bei der von Vogt, Moleschott und Büchner erarbeiteten Form des Materialismus zwar nur mit einer Form des Materialismus zu tun, aber mit der für die Moderne typischen und in der Gegenwart einflußreichsten und wirksamsten Form.“ Eine Auseinandersetzung mit aktuellen Materialismuskontroversen müsse daher im 19. Jahrhundert ansetzen.